# تحلیف ریاست‌جمهوری ایران
تحلیف رئیس‌جمهور ایران پس از مراسم تنفیذ حکم او از سوی رهبر با حضور رئیس دیوان عالی کشور، اعضای شورای نگهبان قانون اساسی، رئیس قوه قضائیه و رییس مجلس شورای اسلامی انجام می‌گردد. در این مراسم که در مجلس شورای اسلامی انجام می‌گردد، رئیس‌جمهور منتخب بر طبق اصل ۱۲۱ قانون اساسی سوگند یاد می‌کند که همهٔ استعداد و صلاحیت خویش را در راه ایفای مسئولیت‌هایی که برعهده گرفته‌است، به کار گیرد و در پایان سوگندنامه را امضا می‌کند. تاکنون ۱۳ دوره مراسم تحلیف رؤسای جمهور منتخب برگزار شده‌است.
در شرایط عادی و نبود تعطیلی در روز مورد نظر، مراسم تحلیف ریاست جمهوری در روز ۱۴ مرداد هم‌زمان با سالگشت صدور تاریخی فرمان مشروطیت در ایران، انجام می‌شود.
رئیس‌جمهور بعد از مراسم تحلیف، طبق آئین‌نامه دو هفته زمان دارد تا نسبت به معرفی کابینه و برنامه وزرا به مجلس شورای اسلامی اقدام کند که پس از اعلام وصول در مجلس، به مدت یک هفته وزرا و برنامه‌هایشان در دست ارزیابی قرار خواهند گرفت.

## سید ابوالحسن بنی‌صدر
مراسم تحلیف سیدابوالحسن بنی‌صدر بعنوان اولین رئیس‌جمهور منتخب ایران (دوره اول)، در تاریخ ۳۱ تیر ۱۳۵۹ در مجلس اول شورای اسلامی برگزار شد. در آن دوره ریاست مجلس بر عهده اکبر هاشمی رفسنجانی و رئیس دیوان عالی کشور بر عهده سید محمد بهشتی بود. در این مراسم بنی‌صدر سخنرانی نکرد و صرفاً سوگند یاد کرد. در آن روز تغییر نام مجلس از شورای ملی به شورای اسلامی در دستور کار نمایندگان مجلس قرار داشت. به هنگام ورود بنی صدر اکثر نمایندگان از جای خود بلند نشدند و همچنان به بررسی طرح تغییر نام مجلس ادامه دادند. در ادامه پس از ادای سوگند رئیس جمهور، سیدمحمد بهشتی سخنرانی کرد و پس از اتمام سخنرانی او مجلس بلافاصله وارد بحث تغییر نام شد و اجازه سخنرانی به بنی صدر داده نشد. این دو موضوع باعث ناراحتی بنی صدر شد و از مراسم تحلیف به عنوان مراسم تخفیف یاد کرد. هاشمی رفسنجانی دلیل این سخن بنی صدر را بازگشت رئیس جمهور به افکار طاغوتی و عدم پایبندی نمایندگان به تشریفاتی اینچنینی بیان کرد.

## محمدعلی رجایی
مراسم تحلیف محمدعلی رجایی بعنوان دومین رئیس‌جمهور منتخب ایران (دوره دوم)، در روز ۲۶ مرداد ۱۳۶۰ و پس از مراسم تنفیذ برگزار شد. در آن زمان بهشتی رئیس دیوان عالی کشور و رفسنجانی رئیس مجلس وقت بودند. رجایی در بخشی از سخنرانی خود اظهار کرد:
این مسائل (پاسداری از ارزش‌ها) در سراسر زندگی ما بوده و انگیزهٔ ما هم همین است. جامعه روحانیت نیز در این وظیفه یاری می‌کند. دغدغه ما امروز این است که در دنیای پر از فساد امروز، جمهوری اسلامی چه اقداماتی برای حفاظت از اسلام دارد.

## سید علی خامنه‌ای
مراسم تحلیف سید علی خامنه‌ای بعنوان سومین رئیس‌جمهور منتخب ایران (دوره سوم)، در ۲۱ مهر ۱۳۶۰ برگزار شد. در این مراسم سید عبدالکریم موسوی اردبیلی، قرآن را برای سوگند رئیس‌جمهور منتخب نگه داشته بود. وی در این مراسم گفت:
امروز این مراسم برای برادر مخلص شما از این جهت هیجان‌انگیز است که در حقیقت بر زبان آوردن و تصریح کردن به چیزی است که به‌طور طبیعی با کاندیدا شدن برای ریاست‌جمهوری و با قبول این مسئولیت بر دوش او وجود داشته و سنگینی می‌کرده‌است.

حفظ خطوط اصلی این انقلاب به عهده رئیس‌جمهور است. مسئولیت مجلس نسبت به دولت، ارشاد و هدایت است. دوره‌ای بر این جمهوری گذشته که رئیس‌جمهور تصور می‌کرده ریاست جمهوری یعنی سلطنت و اگر مجلس به دولت کمک نکند، رئیس‌جمهور در انجام وظایفی که سوگند می‌خورد، ناتوان خواهد بود.
با انتخاب مجدد سید علی خامنه‌ای (دوره چهارم)، روز ۱۸ مهر ۱۳۶۴ مراسم تحلیف وی برگزار شد. وی در بخشی از سخنان خود عنوان کرد:
قانون اساسی ابزارهای لازم برای عمل به این سوگند را مشخص کرده‌است. در صورتی که رئیس‌جمهور این ابزارها را در اختیار داشته باشد، خواهد توانست به این سوگند عمل کند، وگرنه این سوگند، حکم فقهی‌اش برای فقها روشن است.

## اکبر هاشمی رفسنجانی
مراسم تحلیف اکبر هاشمی رفسنجانی به عنوان چهارمین رئیس‌جمهور منتخب ایران (دوره پنجم)، در ۲۶ مرداد ۱۳۶۸ در مراسم تحلیف شرکت کرد و سوگند خورد که پاسدار اسلام و ارزش‌های انقلاب باشد. رئیس‌جمهور در این مراسم اظهار گفت:
از لحاظ سیاسی باید به گونه‌ای حرکت کنیم که جنگ اتفاق نیفتد. رژیم سابق به ملت ایران خیلی خیانت کرد. آسانترین کار که من مرتب در بحثهای انتخاباتیام و بعد گفته‌ام، راه‌انداختن کارخانه‌هاست و مرز فعالیت دولت حفظ آرمانهای انقلاب است. استقلال اقتصادی جزء آرمان‌های همه ماست.
در سال ۱۳۷۲ هاشمی رفسنجانی دوباره به رئیس‌جمهوری (دوره ششم) برگزیده شد و مورخ ۱۳ مرداد ۱۳۷۲ در مراسم تحلیف شرکت کرد. هاشمی در سخنرانی‌اش بعد از ادای سوگند ابراز کرد:
می‌دانم که این قسم، قسم دشواری است و بدون کمک و یاری خداوند به‌طور جدی از عهدهٔ این قسم بر نمی‌آییم. اجرای این قسم برای یک نفر به تنهایی مقدور نیست. در سیاست‌ها و قوانین و نظارت‌ها و گزینش‌ها، این مسئله به تنهایی امکان‌پذیر نیست و شدیداً نیازمند راهبران انقلاب هستیم.

## سید محمد خاتمی
مراسم تحلیف سید محمد خاتمی به عنوان پنجمین رئیس‌جمهور منتخب ایران (دوره هفتم)، در روز ۱۳ مرداد ۱۳۷۶ در مجلس شورای اسلامی انجام شد. وی در سخنرانی خود بیان کرد:
برای حسن انجام تعهدات که فوق طاقت فرد و حتی توان به تنهایی است، از درگاه حضرت احدیت، هدایت و حمایت و از مردم شریف مدد می‌جویم. مقام معظم رهبری با نظارت و اشرافی که بر سه قوه و نقش والایی که در نظام و جامعه دارند، ما را به یقین در انجام این تعهدات راهنمایی و یاری خواهند فرمود. من از قوه مقننه و قوه قضائیه تقاضا دارم که دولت را در ادارهٔ جامعه یاری دهند. از نهادها و تشکل‌ها و صاحب‌نظران می‌خواهم با نظارت مستمر و طرح شجاعانه مطالب و نظرات خود و آحاد شهروندان و نیز ارزیابی و نقد مداوم برنامه‌ها و عملکردها، سهم مشارکت عمومی را در سیاست‌گذاری‌های کلان کشور افزایش دهند.
بعد از مجدد انتخاب خاتمی به عنوان رئیس‌جمهور ایران (دوره هشتم) که در سال ۱۳۸۰ محقق شد، وی در روز ۱۷ مرداد ۱۳۸۰ مراسم تحلیف خود را انجام داد. وی در بخشی از سخنرانی خود چنین مطالبی را ایراد کرد:
استقلال و آزادی دوپایه استوار نظام جمهوری اسلامی ایران است. حق آحاد مردم است که بگویند، بدانند و سخن خود را بیان کنند و پرسش و اعتراض خویش را مطرح کنند و در جهان پیچیده امروز، علاوه بر اجرای اصل امر به معروف و نهی از منکر و حق همگانی به خاطر پیچیدگی‌های موجود، این حق از جمله از طریق نهادهای مدنی، تشکل‌های قانونی، وسایل ارتباط جمعی و تأمین آزادی‌های فردی و جمعی تحقق پیدا کند. این مسئولیت بزرگ که متوجه رئیس‌جمهور است، نشانهٔ حساسیت و اهمیت جایگاه و پایگاه ریاست جمهوری است.

## محمود احمدی نژاد
مراسم تحلیف محمود احمدی‌نژاد به عنوان ششمین رئیس‌جمهور منتخب ایران (دوره نهم)، در روز ۱۵ مرداد ۱۳۸۴ در مجلس شورای اسلامی برگزار شد. وی در این مراسم گفت:
بهترین ژست دیپلماتیک، پایبندی به قوانین است. در کشور ما دمکراسی واقعی وجود دارد و قوا مستقل از یکدیگر هستند و اگر بپذیریم که قوه مجریه در کار مقننه دخالت کند، مفهومش دیکتاتوری است؛ لذا من حامی اجرای قانون هستم و از تمام ظرفیت قانون برای استیفای حق مردم استفاده خواهم کرد. اعتدال، مشی دولت است و هر نوع افراط و تفریط جایی در این دولت ندارد و به همه فرصت‌ها، توان‌ها و شایستگی‌ها اتکا خواهد شد و پیشرفت و منافع ملی و عزت همگانی در این دولت مد نظر خواهد بود.

در سال ۱۳۸۸ محمود احمدی‌نژاد مجدداً رئیس‌جمهور منتخب مردم شد (دوره دهم). وی در روز ۱۴ مرداد ۱۳۸۸ مراسم تحلیف خود را برگزار کرد. از سخنان وی در این جلسه می‌توان اشاره کرد به:
خود را به همهٔ مطالبات و آرمان‌های بحق ملت در برابر خدا، نمایندگان ملت متعهد می‌داند و تردید ندارد که نمایندگان نیز خود را در برابر آن‌ها متعهد می‌داند.

## حسن روحانی

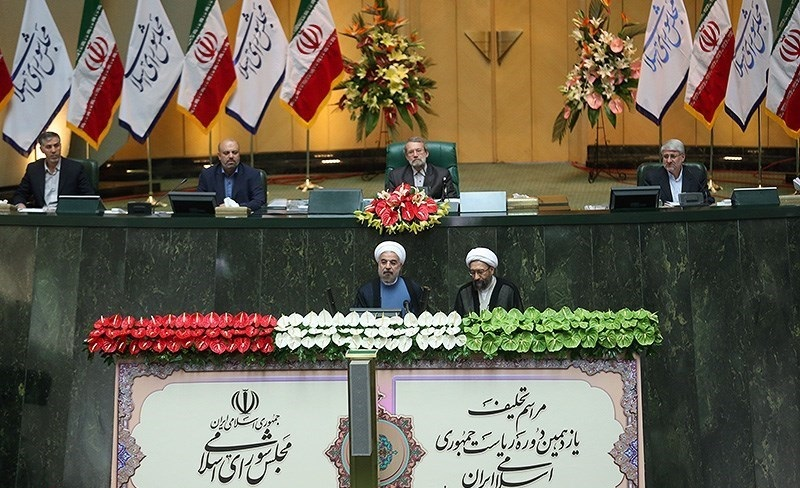

مراسم تحلیف حسن روحانی بعنوان هفتمین رئیس‌جمهور منتخب ایران (دوره یازدهم)، در تاریخ ۱۳ مرداد ۱۳۹۲ با حضور در مجلس شورای اسلامی برگزار شد. وی در بخشی از سخنان خود عنوان کرد:
مردم شریف ایران به اعتدال‌گرایی و دوری از افراط و تفریط رأی مثبت دادند. کانون فکری و اجرایی دولت بر محور اعتدال و عقلانیت بنا خواهد شد. اعتدال‌گرایی به‌معنای توازن میان آرمان و واقعیت و ترجیح منافع ملی بر منافع حزبی و جناحی است. اعتدال‌گرایی بر اجماع ملی، قانون‌گرایی و بردباری در تعاملات سیاسی تأکید می‌کند. بنیان این مرام فکری و عملی، فاصله گرفتن از تخیل و توهم و تمرکز بر تفکر، برنامه، شفافیت و استفاده از تخصص‌هاست. دولت تدبیر و امید نهایت اهتمام خود را به کار خواهد گرفت تا بر مبنای اهداف و روش‌های عقلایی و متناسب با واقعیت‌های موجود، اعتدال را شالوده عملکرد و مدیریت کشور قرار دهد، تهدیدها را کاهش داده و فرصت‌ها را افزایش دهد. اعتدال‌گرایی بر اخلاق و مدارا اصرار می‌ورزد و از طریق گفتگو، تفاهم و تدوین برنامه‌های کوتاه‌مدت و میان‌مدت سعی خواهد نمود شکاف‌های اجتماعی و اقتصادی را به حداقل ممکن برساند.

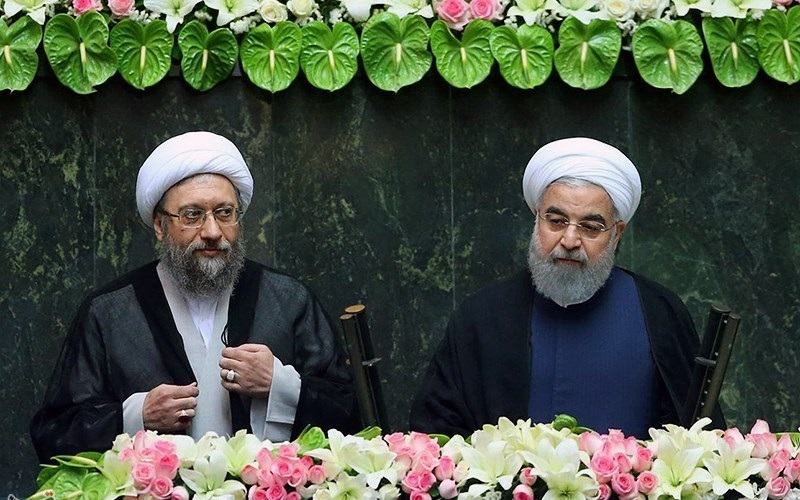

مراسم تحلیف ریاست جمهوری حسن روحانی (دوره دوازدهم) در ۱۴ مرداد ۱۳۹۶ انجام شد. که در آن عبدالحمید اسماعیل‌زهی رهبر اهل سنت، محمدباقر قالیباف شهردار تهران، سید ابراهیم رئیسی تولیت آستان قدس رضوی و محمود احمدی‌نژاد رئیس‌جمهور اسبق ایران در آن حضور نداشتند.

## سید ابراهیم رئیسی
مراسم تحلیف سید ابراهیم رئیسی بعنوان هشتمین رئیس‌جمهور منتخب ایران (دوره سیزدهم)، ۱۴ مرداد ۱۴۰۰ در مجلس شورای اسلامی برگزار شد. رئیسی در این مراسم دولت خود را مدافع حقوق بشرخواند و از دیپلماسی با هدف لغو تحریم‌ها علیه ایران و بهبود روابط این کشور با کشورهای منطقه استقبال کرد. مقام‌های کشوری و لشکری و مهمان‌های خارجی از جمله روسای جمهوری افغانستان و عراق، نخست وزیران ارمنستان و الجزایر، رئیسان مجلس ترکیه، سوریه، نیجر، ازبکستان و تاجیکستان، رئیس سنای پاکستان، معاون رئیس جمهور ونزوئلا، وزیران امور خارجه بوسنی و هرزگوین، بولیوی، کویت، نیکاراگوئه و عمان و قائم مقام سیاست خارجی اتحادیه اروپا از جمله مهمانان این مراسم بودند.

### واکنش
یک روز پیش از این مراسم سازمان عفو بین‌الملل در توییت خود نوشت: «جنایات علیه بشریت» بر این مراسم سایه انداخته‌است، این سازمان خواستار انجام «تحقیقات کیفری» به دلیل نقش رئیسی در «جنایات علیه بشریت» در رابطه با «کشتار ۶۷» شده‌است.

## مسعود پزشکیان
مراسم تنفیذ و تحلیف مسعود پزشکیان، رئیس‌جمهور منتخب چهاردهمین انتخابات ریاست‌جمهوری ایران، به ترتیب در روزهای ۷ و ۹ مرداد ۱۴۰۳ برگزار شد. مراسم تحلیف پزشکیان همچون رؤسای جمهور پیشین ایران، بعد از مراسم تنفیذ در بیت رهبری در مجلس شورای اسلامی برگزار شد. تحلیف حکم ریاست‌جمهوری پس از مراسم تنفیذ حکم رئیس‌جمهور با حضور رئیس دیوان‌عالی کشور، اعضای شورای نگهبان قانون اساسی و رئیس قوه قضائیه انجام شد. در این مراسم که در مجلس شورای اسلامی انجام شد، رئیس‌جمهور منتخب طبق اصل ۱۲۱ قانون اساسی سوگند یاد کرد که همهٔ استعداد و صلاحیت خویش را در راه ایفای مسئولیت‌هایی که به‌عهده گرفته است، به‌کار گیرد و در پایان سوگندنامه را امضا کرد

## متن سوگندنامه تحلیف
بسم الله الرحمن الرحیم
من به عنوان رئیس‌جمهور در پیشگاه قرآن کریم و در برابر ملت ایران به خداوند قادر متعال سوگند یاد می‌کنم که پاسدار مذهب رسمی و نظام جمهوری اسلامی و قانون اساسی کشور باشم و همهٔ استعدادها و صلاحیت خویش را در راه ایفای مسئولیت‌هایی که برعهده گرفته‌ام به کار گیرم و خود را وقف خدمت به مردم و اعتلای کشور، ترویج دین و اخلاق، پشتیبانی از حق و گسترش عدالت سازم و از هرگونه خودکامگی بپرهیزم و از آزادی و حرمت اشخاص و حقوقی که قانون اساسی برای ملت شناخته‌است، حمایت کنم. در حراست از مرزها و استقلال سیاسی، اقتصادی و فرهنگی کشور از هیچ اقدامی دریغ نورزم و با استعانت از خداوند و پیروی از پیامبر اسلام و ائمه اطهار علیهم السّلام، قدرتی را که ملت به عنوان امانتی مقدس به من سپرده‌است، همچون امینی پارسا و فداکار نگاهدار باشم و آن را به منتخب ملت، پس از خود بسپارم.